# 朝がくるとむなしくなる
『朝がくるとむなしくなる』（あさがくるとむなしくなる）は、2023年12月1日に公開された日本映画である。石橋夕帆が監督・脚本をつとめる。2024年12月6日、東京都内で再上映する。

## あらすじ
会社を辞めた飯塚希（唐田えりか 役）は、コンビニで働き、退屈で無気力な毎日を送っているが、自分の現状を両親に話すことはできず、いつも職場でうまくいかず、将来を迷っている。ある日、中学時代のクラスメイトの加奈子（芋生悠 役）が店を訪れて、希の日常は少しずつ変わり始める。

## キャスト

### おもな出演者
- 飯塚希 - 唐田えりか
- 大友加奈子 - 芋生悠
- 森口俊輔 - 石橋和磨
- 斉藤彩乃 - 安倍乙
- 田淵啓介 - 中山雄斗

### その他の出演者
- 石本径代
- 森田ガンツ
- 太志
- 佐々木伶
- 小野塚渉悟
- 宮崎太一
- 矢柴俊博

## スタッフ
- 監督 - 石橋夕帆、内田知樹
- 脚本 - 石橋夕帆
- 撮影 - 平野礼
- 照明 - 本間光平
- 美術 - 藤本楓、畠智哉
- スタイリスト - 小宮山芽以
- ヘアメイク - 赤井瑞希
- 編集 - 小笠原風
- 企画協力 - 直井卓俊
- プロデューサー - 田中佐知彦
- ラインプロデューサー - 仙田麻子
- ビジュアルデザイン - 鈴木美結
- スチール - 岩澤高雄